# Warner Point Nature Trail
Pour les articles homonymes, voir Warner.
Le Warner Point Nature Trail est un sentier de randonnée du comté de Montrose, dans le Colorado, aux États-Unis. Il est situé au sein du parc national de Black Canyon of the Gunnison, où il longe le bord sud du Black Canyon of the Gunnison.